# Ventania (Paraná)
Ventania ist ein brasilianisches Munizip im Nordosten des Bundesstaats Paraná. Es hat 9.681 Einwohner (2022), die sich Ventanienser nennen. Seine Fläche beträgt 819 km². Es liegt 1.018 Meter über dem Meeresspiegel.

## Etymologie
Der Name der Stadt ist geografischen Ursprungs. Er bezieht sich auf die Fazenda Ventania (deutsch: Dauerwind), die den Namen nach einem verheerenden Wirbelsturm erhielt, der Mitte 1870 über die Region hinwegfegte.

## Geschichte

### Besiedlung
Mit der Kolonisierung von Jataí ab dem Jahr 1855 entstand eine lange Straße in Richtung Süden, die die Besiedlung neuer Gebiete im Bundesstaat Paraná abseits von den Campos Gerais, Guarapuava und dem bereits besiedelten Süden ermöglichte. Es war üblich, dass Familien aus den Hochebenen von Guarapuava und von Ponta Grossa in diese Region kamen, um ihre Geschäfte auszuweiten. Der Erwerb von Land war damals sehr einfach, man brauchte nur ein Minimum an Mitteln, aber viel Mut, um die mit der Rodung von Hinterland verbundenen Widrigkeiten zu bewältigen.
In der Umgebung der heutigen Stadt Ventania wurde im 19. Jahrhundert ein landwirtschaftliches Anwesen namens Fazenda Fortaleza gegründet, das zu den ältesten der Region gehört. Um 1870 verwüstete ein heftiger Wirbelsturm einen großen Teil der Farm und hinterließ eine riesige Spur der Verwüstung im Urwald. Um die Situation auszunutzen, zündeten die Mitarbeiter der Fazenda das Holz an, das vom Wind abgedreht und mit der Zeit verdorrt war. Sie hatten sich zuvor vergewissert, dass die Auswirkungen des Taifuns einem Abholzen glichen. Nach der Verbrennung war das Land bereit für die Aussaat von Mais, Bohnen und Reis. Der Ort ist seither als Invernada da Ventania (deutsch: Wintercamp des Dauerwinds) bekannt.
Im Jahr 1892 kaufte Francisco Pinheiro das Chagas von den Erben von Manoel Inácio do Canto e Silva den alten Bauernhof Fazenda Fortaleza, der damals bereits Invernada da Ventania hieß. Im Laufe der Zeit begann der neue Käufer dieser Ländereien, seinen Namen mit Francisco das Chagas Ventania zu unterschreiben. Auch seine Nachkommen waren unter diesem Spitznamen bekannt, so dass er zu einem Nachnamen wurde.
Nach dem Bau der Eisenbahnstrecke, die Joaquim Murtinho mit der Fazenda Monte Alegre (Klabin-Papierfabrik) verband, stabilisierte sich die Siedlung Ventania. Sie wurde auf Straßenkarten verzeichnet und sie erhielt einen Bahnhof.

### Erhebung zum Munizip
Ventania wurde durch das Staatsgesetz Nr. 9244 vom 14. Mai 1990 aus Tibagi ausgegliedert und in den Rang eines Munizips erhoben. Es wurde am 1. Januar 1993 als Munizip installiert.

## Geografie

### Fläche und Lage
Ventania liegt auf dem Segundo Planalto Paranaense (der Zweiten oder Ponta-Grossa-Hochebene von Paraná). Seine Fläche beträgt 819 km². Es liegt auf einer Höhe von 1.018 Metern.

### Vegetation
Das Biom von Ventania ist Cerrado und Mata Atlântica.

### Klima
In Ventania ist das Klima warm und gemäßigt. Es gibt viel Niederschlag in Ventania, selbst im trockensten Monat (1569 mm pro Jahr). Die Klimaklassifikation nach Köppen und Geiger lautet Cfb. Im Jahresdurchschnitt liegt die Temperatur bei 18,6 °C.

### Gewässer
Ventania liegt zu 62 % im Einzugsgebiet des Rio das Cinzas und zu 38 % in dem des Rio Tibají. Der Rio Alegre entspringt 5 km nördlich der Stadt an der PR-090 (Estrada do Cerne) und bildet auf etwa 8 km die Munizipgrenze zu Telêmaco Borba. Der Rio Fortaleza fließt entlang der südlichen Munizipgrenze zu Tibagi.

### Straßen
Ventania liegt an der BR-153 zwischen Tibagí und Ibaití und der PR-090 (Estrada do Cerne) zwischen Piraí do Sul und Curiuva. 

### Nachbarmunizipien
| Curiúva        | Ibaiti                                      |              |
| Telêmaco Borba | Kompassrose, die auf Nachbargemeinden zeigt | Arapoti      |
| Tibagi         |                                             | Piraí do Sul |

## Stadtverwaltung
Bürgermeister: José Luiz Bittencourt, PL (2021–2024)
Vizebürgermeister: Ione Tomaz Pereira de Camargo, PSD (2021–2024)

## Demografie

### Bevölkerungsentwicklung
| Jahr | Einwohner | Stadt | Land |
| ---- | --------- | ----- | ---- |
| 2000 | 8.024     | 67 %  | 33 % |
| 2010 | 9.957     | 65 %  | 35 % |
| 2022 | 9.681     |       |      |

Quelle: IBGE (2011) und Volkszählung 2022

### Ethnische Zusammensetzung
| Gruppe * | 2000    | 2010    | wer sich als …                                                                   |
| --- | ------- | ------- | -------------------------------------------------------------------------------- |
| Weiße | 78,0 %  | 70,9 %  | weiß bezeichnet                                                                  |
| Schwarze | 3,4 %   | 1,8 %   | schwarz bezeichnet                                                               |
| Gelbe | 0,1 %   | 0,3 %   | von fernöstlicher Herkunft wie japanisch, chinesisch, koreanisch etc. bezeichnet |
| Braune | 17,9 %  | 26,8 %  | braun oder als Mischung aus mehreren Gruppen bezeichnet                          |
| Indigene | 0,0 %   | 0,1 %   | Ureinwohner oder Indio bezeichnet                                                |
| ohne Angabe | 0,7 %   | 0,0 %   |                                                                                  |
| Gesamt | 100,0 % | 100,0 % |                                                                                  |
| *) Das IBGE verwendet für Volkszählungen ausschließlich diese fünf Gruppen. Es verzichtet bewusst auf Erläuterungen. Die Zugehörigkeit wird vom Einwohner selbst festgelegt. |         |         |                                                                                  |

Quelle: IBGE (Stand: 1991, 2000 und 2010)